# Elektriciteitscentrale Asnæs
Elektriciteitscentrale Asnæs (Asnæsværket) bij de stad Kalundborg is de grootste energiecentrale in Denemarken.
Deze kolengestookte centrale bestaat uit drie actieve blokken. Het blok Asnæs 1, werd in 1959 in gebruik genomen en  het derde grootste blok van Denemarken: Asnæs 5, in 1981.
De centrale maakt gebruik van steenkool, maar aardolie is reserve brandstof voor alle drie actieve blokken. Naast elektriciteit produceert Asnæsværket stadsverwarming voor de gemeente Kalundborg.